# Sagenotriphora candidula
Sagenotriphora candidula is een slakkensoort uit de familie van de Triphoridae. De wetenschappelijke naam van de soort werd voor het eerst geldig gepubliceerd in 2008 door Rolán en Fernández-Garcés.